# Typhonium pusillum
Typhonium pusillum är en kallaväxtart som beskrevs av Sookchaloem, V.D.Nguyen och Wilbert Leonard Anna Hetterscheid. Typhonium pusillum ingår i släktet Typhonium och familjen kallaväxter.
Artens utbredningsområde är Thailand. Inga underarter finns listade.